# 酒々井パーキングエリア
酒々井パーキングエリア（しすいパーキングエリア）は、千葉県印旛郡酒々井町の東関東自動車道上にあるパーキングエリアである。

## 概要
下り線から見て成田国際空港の最も手前に位置するPAである。
東関東自動車道のPAの中では最大規模である。この道路に立地する休憩施設で唯一ガソリンスタンドが設置されており、レストランの設置はないがSA並みの施設を有するPAであり、実質的に東関東道唯一のSAとして機能している。
レストランがない代わりにファーストフードチェーンの店舗（下り線：松屋）が設置されている他、スナックコーナーが充実している。かつてはガソリンスタンドはあったが現在よりも小規模なPAであった。2002年（平成14年）にリニューアルされ現在に至る。
当PAは成田国際空港方面への最終休憩所でもあるため、空港へ早朝に到着する高速バスの深夜の休憩地点となっていた。

## 施設

### 上り線（市川方面）
2019年（令和元年）10月31日に商業施設がリニューアルオープンし、ショッピングコーナーの面積を約3倍に拡張、フードコートの客席数を約30席増席するなどされた。
- 管理：ネクスコ東日本エリアトラクト[3]
- 運営：ネクスコ東日本リテイル、秋葉牧場[4]
- 駐車場[4]
  - 大型：67台
  - 小型：155台
  - 身障者用
    - 大型：1台
    - 小型：4台

駐車場の混雑状況がVICSで確認できる。
- トイレ[4]
  - 男性：大13（和式0・洋式13）・小23
    - オストメイト対応設備が設置されている[5]。

  - 女性：41（和式1・洋式40）
    - オストメイト対応設備が設置されている[5]。
    - 同伴の男児用：2

  - 身障者用：2
- カフェ・レストラン[4]
  - フードコート
    - 麺場 田所商店（11:00 - 21:00）
    - 総の台所（7:00 - 20:00）
    - KEY'S CAFE（10:00 - 18:00）

  - テイクアウト
    - 成田ゆめ牧場（9:00 - 19:00）
- ショッピングコーナー（7:00 - 21:00）[4]
- 給油・給電[4]
  - 【給油】ENEOS（興栄燃料、24時間）
    - PAに入ってすぐの場所に設置されている。
    - 以前はJOMOであった。
    - 高谷JCT方面・京葉道路方面へ向かう場合、給油施設は東京外環道を経由して常磐道の守谷SA（約69km先）、東北道の蓮田SA（約84km先）、関越道の三芳PA（約98km先）まで設置されていない。このため、当PAの手前には給油を促す標識が設置されている。

  - 給電スタンド（24時間）
  - 門型洗車機
- 生活・暮らし[4]
  - 自動販売機（24時間）
  - ATM「セブン銀行」（7:00 - 21:00）
  - E-NEXCO Wi-Fi SPOT
- 休憩[4]
  - パウダーコーナー
  - 喫煙所
- 自動体外式除細動器（AED）[4]
- 車椅子無料貸し出し（7:00 - 21:00）[4]
- 高速道路サービス[4]
  - サービスエリア・コンシェルジェ（平日9:00 - 17:00・土日祝8:30 - 18:30）
  - ハイウェイ情報ターミナル
  - ETC履歴プリンタ（7:00 - 21:00）
  - ハイウェイスタンプ（24時間）

### 下り線（潮来方面）
- 管理：ネクスコ東日本エリアトラクト[3]
- 運営：ネクスコ東日本リテイル、松屋フーズ、スターバックスコーヒージャパン[6]
- 駐車場[6]
  - 大型：73台
  - 小型：162台
  - 身障者用
    - 大型：1台
    - 小型：5台
- トイレ[6]
  - 男性：大13（和式0・洋式13）・小20
    - オストメイト対応設備が設置されている[5]。

  - 女性：45（和式1・洋式44）
    - オストメイト対応設備が設置されている[5]。
    - 同伴の男児用：2

  - 身障者用：2
- カフェ・レストラン[6]
  - 松屋（24時間）
  - フードコート
    - 総のうどん・そば（6:00 - 20:00）
    - 総のラーメン（10:00 - 20:00）
    - ベーカリー「Bread Corner」（6:00 - 18:00）

  - テイクアウト
    - 白い恋人ソフトクリーム（10:00 - 18:00）

  - スターバックスコーヒー（6:30 - 22:00）
- ショッピングコーナー（6:00 - 20:00）[6]
- フライトインフォメーション - 成田国際空港発着便のフライト状況を表示。
- 給油・給電[6]
  - 【給油】出光興産（兼松ペトロ、24時間）
    - PA出口に設置されている
    - 2008年3月31日までは、Mobil（(株)飯豊）であった。
    - ブランド統合前は昭和シェル石油であった。
    - 2024年3月よりエネクスフリートが運営している。

  - 給電スタンドはパーキングエリア駐車場に設置されている。（24時間)
- 生活・暮らし[6]
  - 自動販売機（24時間）
  - ATM「セブン銀行」（24時間）
  - E-NEXCO Wi-Fi SPOT
- 休憩[4]
  - パウダーコーナー
  - 喫煙所
- 自動体外式除細動器（AED）[6]
- 車椅子無料貸し出し（24時間）[6]
- 高速道路サービス[6]
  - サービスエリア・コンシェルジェ（平日9:00 - 17:00・土日祝7:30 - 18:00）
  - ハイウェイ情報ターミナル
  - ETC履歴プリンタ（24時間）
  - ハイウェイスタンプ（24時間）

## 隣
E51 東関東自動車道
(8) 佐倉IC - 酒々井PA - (8-1) 酒々井IC